# Iglesia de Santa María (Ariza)
La iglesia de Santa María es un templo parroquial católico situada en la localidad española de Ariza, en la provincia de Zaragoza. Se encuentra adscrita al arciprestazgo del Alto Jalón de la diócesis de Tarazona.
El templo del siglo XVI se encuentre construido en su totalidad en sillería, a excepción de la torre de cuatro pisos. El interior se halla dividido en tres naves de la misma altura, la del centro más ancha que las de los lados al estilo de la catedral del Salvador en Zaragoza. Todas las naves están cubiertas con bóveda de crucería estrellada. Cuenta con un interesante retablo del siglo XVIII y una imagen del Cristo de la Agonía.